# Hermann Glogowski
Hermann Glogowski (* 2. Juni 1956) ist ein ehemaliger österreichischer Fußballtorwart und nunmehriger -trainer.

## Karriere

### Als Spieler
Glogowski spielte bis 1985 für den ASK Salzburg. Mit den Salzburgern wurde er 1981 Meister der Regionalliga West und stieg in die 2. Division auf, aus der man 1984 wieder abstieg.
Zur Saison 1985/86 schloss er sich dem Zweitligisten SV Austria Salzburg an, für den er zwei Jahre in der zweithöchsten Spielklasse aktiv war. Zur Saison 1987/88 wechselte er zum Regionalligisten ASVÖ FC Puch. Für Puch absolvierte er mindestens 51 Regionalligaspiele.
Im Sommer 1990 schloss er sich dem SV Wals-Grünau an. Für Wals-Grünau war er fünfeinhalb Jahre lang aktiv. Danach spielte Glogowski noch für den PSV SW Salzburg und den HSV Wals, ehe er nach der Saison 2001/02 seine Karriere beendete.

### Als Trainer
Glogowski fungierte ab 2008 als Trainer bzw. Co-Trainer beim HSV Wals. 2009 trainierte er kurzzeitig den USV Köstendorf. In der Saison 2013/14 war er Torwarttrainer beim SC Golling. Dieselbe Funktion hatte er 2015 für ein halbes Jahr beim Salzburger AK 1914 inne.